# 국회박물관
국회박물관은 서울특별시 영등포구에 위치한 박물관이다. 1998년 5월 29일 국회 개원 50주년에 맞춰 헌정기념관이라는 이름으로 처음 개관하였다. 2015년 9월 15일에는 1종 전문박물관으로 인정되었으며 국립박물관으로 공식 등록되었다. 이후 2020년부터 대규모 개편을 거쳐 2022년 4월 11일, 현재의 '국회박물관'이라는 이름으로 다시 개관하였다.

## 갤러리

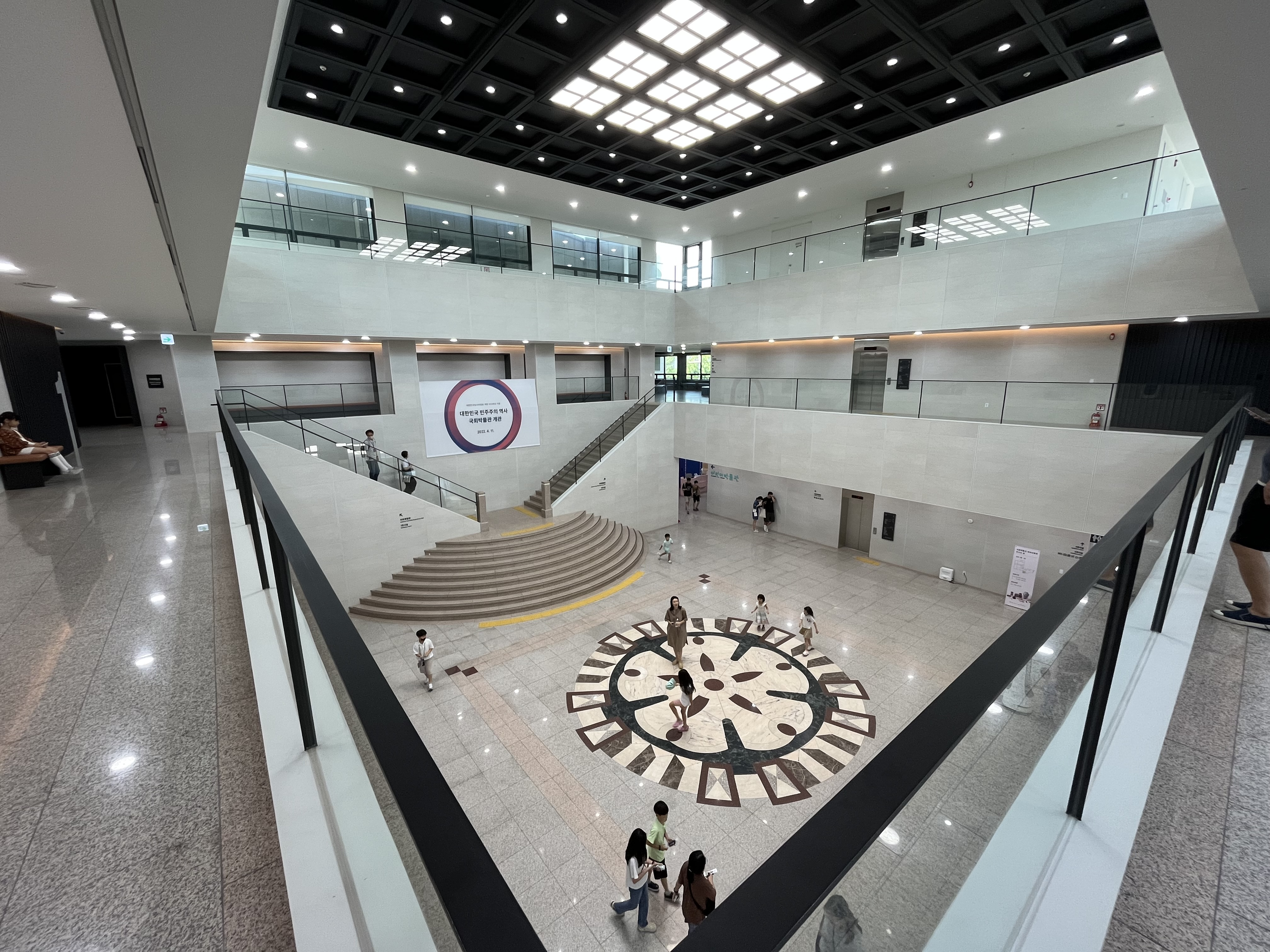
2층에서 내려다본 모습